# Cielo Torres
Cielo Kárem Torres Álvarez (Tacna, 5 de septiembre de 1985) es una cantante y actriz peruana. Es una de las salseras contemporáneas más populares del país, junto con Daniela Darcourt y Yahaira Plasencia.
Inició en la música como parte del grupo musical femenino de cumbia Agua Bella, además de haber formado parte de varios conjuntos musicales como Caramelo Picante y Los Fernández, para luego continuar su carrera musical como solista, estableciéndose en la salsa. También ha incursionado en las telenovelas, siendo su papel más conocido el de Sabrina Gómez en Ojitos hechiceros.

## Biografía

### Primeros años e inicios
Torres es proveniente de una familia de clase media baja, además de ser la menor de cinco hermanos. Realizó estudios musicales la Escuela de Arte Esfap de Tacna. Al finalizar su formación, se mudó a la capital Lima. A los quince años, debutó en la música participando como vocalista para algunas bandas de rock en su zona. 
En 2003, participó por primera vez en la pantalla chica con el programa Camino a la fama de ATV, con Ernesto Pimentel como presentador de dicho espacio, además de recibir clases de canto en la academia Acordes, bajo la dirección de la cantante Julie Freundt.

### Carrera musical
Tras haber participado en Camino a la fama, en 2005, fundó, junto con sus hermanos, el grupo musical Xantos Cielo.
En 2007, ingresó formando parte del relanzamiento de la agrupación femenina de cumbia peruana Agua Bella, grupo fundado en 1999, como una de las vocalistas de la nueva generación. Tras cuatro años, en 2010, abandonó la agrupación musical.
En 2013, participó en el programa concurso La voz Perú, siendo incluida después, en el equipo del también cantante Jerry Rivera.
Además, formó parte de la agrupación musical Caramelo Picante, junto con la bailarina Katy García. 
En su nueva etapa musical, en 2018, incorporó la salsa en su repertorio musical, así como la bachata y el merengue. En 2019, publicó su primer sencillo como solista, «Loca», cuyo videoclip fue grabado en Miami. Un año después, en 2020, lanzó «Nunca es suficiente» Posteriormente, su canción «Te vas a arrepentir», del cantautor Álvaro Rod,  alcanzó los primeros lugares en las radios musicales especializadas en salsa. Además, formó parte temporalmente del grupo musical Los Fernández, desempeñándose como vocalista principal.
En diciembre de 2021, lanzó un popurrí de temas de la cantante española Rocío Dúrcal, titulado «Mix: Rocío Dúrcal», junto con el cumbiambero peruano Bryan Arámbulo. El popurrí consta de tres temas de Dúrcal: «La gata bajo la lluvia», «Cómo han pasado los años» y «Costumbres».
En abril de 2022, fue anunciada como la nueva conductora del espacio televisivo musical de TV Perú Domingos de fiesta, conducido anteriormente por su excompañera de Agua Bella Katy Jara, hasta el año siguiente,siendo reemplazada por la salsera María Grazia Polanco.
En 2024, anunció la salida de su nuevo single Coqueteo Full.

### Carrera actoral
Compaginó su carrera musical con su formación como actriz. Estudió actuación en la escuela Diez Talentos con Bruno Odar y teatro musical en Preludio.
En televisión, ha participado en diversas producciones nacionales, particularmente en telenovelas, como Colorina, Solo una madre, Luz de luna y Maricucha. Alcanzó la fama televisiva con Ojitos hechiceros, en el papel antagónico de Sabrina Gómez.
También ha incursionado en el teatro, en producciones como Pantaleón y las visitadoras, basada en la obra homónima de Mario Vargas Llosa, y la obra musical Cuéntame de Pedro Suárez Vértiz.

## Discografía

### Como solista

#### Sencillos
- «Loca»
- «Te vas a arrepentir»
- «Te dejo libre»
- «Nunca es suficiente» (2020)
- «Mix: Rocío Dúrcal» (2021)

#### EP
- Canciones despechadas (2024)[15]
- Confidencial (2025)[16]

## Filmografía

### Televisión
- Camino a la fama (2004), como ella misma (participante);
- Operación triunfo (2012), como ella misma (participante);
- La voz Perú (2013), como ella misma (participante);
- Solo una madre (2017), como Kiara (rol principal);
- Colorina (2018), como Rita (rol principal);
- El artista del año (2018), como ella misma (participante);[14]
- Ojitos hechiceros (2018-2019), como Sabrina Gómez (rol antagónico principal);
- Mi vida sin ti (2020), como Xiomara Zamora de Infante (rol principal);
- Luz de luna (2021), como Yuyito (rol antagónico principal);
- Maricucha (2022), como ella misma (rol de invitada especial);
- Domingos de fiesta (2022), como ella misma (presentadora).[17]
- La rosa de Guadalupe Perú (2025), como Profesora Gabriela (Episodio: Amor ideal).

## Teatro
- Pantaleón y las visitadoras
- Cuéntame de Pedro Suárez Vértiz
- Maestra vida de Ruben Blades

## Premios y nominaciones
En 2021, Radiomar, emisora peruana de música salsa, la nominó en la categoría la caliente del año por sus temas «Te vas a arrepentir», «Te dejo libre» y «Nunca es suficiente». También fue nominada en la categoría mejor artista femenina junto con Daniela Darcourt y María Grazia Polanco.